# 고려 관제 변경
고려 관제 변경(高麗官題變更)은 원의 간섭기에서 관제의 이름을 바꾸거나 낮춰 부르는 등의 정책을 뜻한다. 이로써 외왕내제(外王內帝)의 고려는 원의 부마국(駙馬國)이자 제후국(諸侯國)이 되어 완전히 속국으로 전락하고 말았다.

## 변경 내역

### 군주와 관련된 용어의 격하
- 시호 - 앞에 '충'(忠)을 붙여 원에 대한 충성심을 나타내었다
- 묘호- 왕이 죽은 후 종묘의 신위에 올리는 묘호인 '조(祖)','종(宗)'은 24대 원종을 마지막으로 이후엔 다시 쓸 수 없었다.
- 짐- 임금이 자신을 가리키는 '짐(朕)'은 천자인 황제가 사용하는 호칭이었으므로 고려 왕은 제후들이 스스로를 낮추어 이르는 겸칭인 '고(孤)','과인(寡人)'이라 표현해야 했다.
- 폐하 - 황제의 존칭인 '폐하'(陛下)를 왕,제후를 뜻하는 '전하'(殿下)로 낮춰 불렀다.
- 태자 - 황제의 아들로 다음 황위를 이을 사람의 존칭인 '태자'(太子)를 왕의 아들로서 왕위를 계승하는 '세자'(世子)로 낮춰 불렀다.
- 조서- '조서(詔書)'-황제의 명령(命令)을 조(詔)라고 한다. 제후국에선 '교서(敎書)' 등으로 불렸다.

### 직제의 격하개편
- 중서문하성·상서성 - 첨의부
- 추밀원 - 밀직사
- 어사대 - 감찰사
- 도병마사 - 도평의사사
- 이부·예부 - 전리사
- 호부 - 판도사
- 형부 - 전법사
- 병부 - 군부사

## 같이 보기
- 고려의 역대 국왕